# Parsonsia brownii
Parsonsia brownii là một loài thực vật có hoa trong họ La bố ma. Loài này được (Britten) Pichon mô tả khoa học đầu tiên năm 1950.

## Hình ảnh

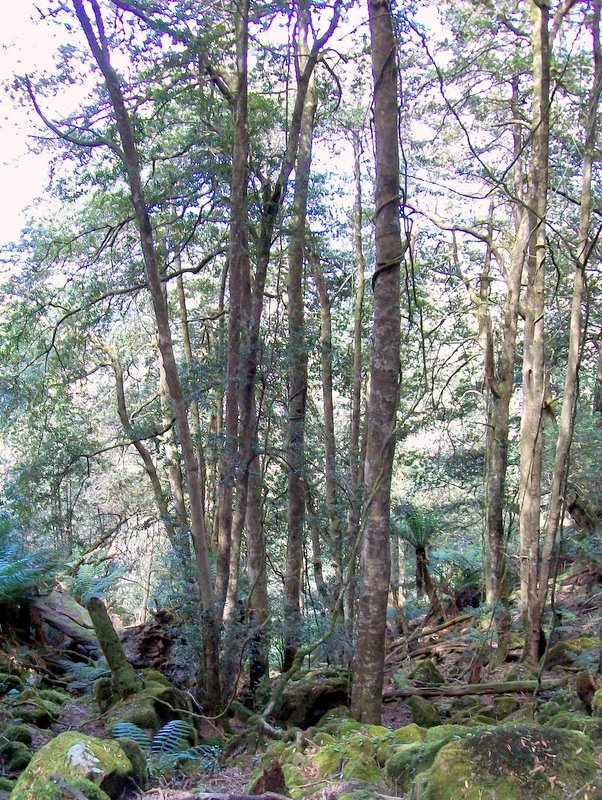